# Бжостовский, Михаил Иероним
Граф Михаи́л Иерони́м Бжосто́вский (в Российской империи — Михаил Иероним Станиславович Бржостовский; пол. Michał Hieronim Brzostowski; 14 апреля 1762, Несвиж — 1806, Вильна) государственный деятель Речи Посполитой, позже Российской империи, староста минский, последний чашник великий литовский (с 1794), маршалок Завилейского повета (1795), виленский губернский предводитель дворянства (1801—1805), драматург.

## Краткая биография
Представитель знатного шляхетского рода Бжостовских герба «Стремя». Сын Станислава Бжостовского, воеводы инфлянтского (ливонского) и Теофилы Радзивилл. Внук писаря великого литовского Юзефа Бжостовского.
Обучался в коллегиуме пиаристов в Бресте.
Избирался послом (делегатом) от трокского воеводства на Четырёхлетний сейм Речи Посполитой (1788—1792 года). В 1792 году присоединился к Тарговицким конфедератам, союзу польских магнатов, выступивших против реформ, принятых Четырёхлетним сеймом.
Входил в число заговорщиков, готовивших восстание в Литве. Участник инсургенции Костюшко.
Член Группы общественной безопасности Высшего правящего совета Литвы.
В 1801 году был избран предводителем дворянства Виленской губернии и входил в состав делегации, отправленной в Санкт-Петербург для выражения благодарности императору Александру I.
Михаил Бржостовский — автор нескольких драматических произведений, в том числе «Рыцари Лебедя — рыцарская драма в пяти актах, написанная оригинальными стихами» (пол. Rycerze Łabędzia-drama rycerska w pięciu aktach oryginalnie wierszem napisana).
В браке с Евой Иоахимовной Хрептович, дочерью Иоахима Хрептовича, имел сына Кароля (1796—1854) и дочь Изабеллу.

## Награды
- Кавалер Мальтийского ордена.
- Орден Святого Станислава (1790).
- Орден Белого орла (1791).